# دیانا اسکاروید
دیانا اسکاروید (انگلیسی: Diana Scarwid؛ زادهٔ ۲۷ اوت ۱۹۵۵) هنرپیشه اهل ایالات متحده آمریکا است. از فیلم‌هایی که وی در آن نقش داشته‌است، می‌توان به آنچه در زیر است، روانی ۳، یک روز شاد دیگر، بچه خوشگل، پاکسازی، جویندگان طلا و مهمانی هیولا اشاره کرد.